# Vlad Pop
Vlad Marian Pop (Târgu Mureș, 31 agosto 2000) è un calciatore rumeno, centrocampista dell'FCU Craiova.

## Carriera

### Club
Pop ha iniziato la sua carriera professionistica con il FCU Craiova nel 2019 in Liga III. Nei due anni successivi ha ottenuto con il club una doppia promozione che lo ha portato in Liga I. Ha debuttato nella massima divisione del Paese il 16 luglio 2021 contro il CFR Cluj.
Nel luglio 2022 è stato ceduto in prestito al Mioveni.

### Nazionale
Il 21 giugno 2023 è stato incluso nella lista dei convocati per l'Europeo Under-21.

## Statistiche

### Presenze e reti nei club
Statistiche aggiornate al 21 giugno 2023.
| Stagione           | Squadra            | Campionato         | Campionato | Campionato | Coppe nazionali | Coppe nazionali | Coppe nazionali | Coppe continentali | Coppe continentali | Coppe continentali | Altre coppe | Altre coppe | Altre coppe | Totale | Totale | Totale |
| Stagione           | Squadra            | Comp               | Pres       | Reti       | Comp            | Pres            | Reti            | Comp               | Pres               | Reti               | Comp        | Pres        | Reti        | Pres   | Reti   |        |
| ------------------ | ------------------ | ------------------ | ---------- | ---------- | --------------- | --------------- | --------------- | ------------------ | ------------------ | ------------------ | ----------- | ----------- | ----------- | ------ | ------ | ------ |
| 2019-2020          | FCU Craiova        | L3                 | 15         | 1          | CR              | 1               | 0               | -                  | -                  | -                  | -           | -           | -           | 16     | 1      |        |
| 2020-2021          | FCU Craiova        | L2                 | 8          | 0          | CR              | 0               | 0               | -                  | -                  | -                  | -           | -           | -           | 8      | 0      |        |
| 2021-2022          | FCU Craiova        | L1                 | 15         | 0          | CR              | 0               | 0               | -                  | -                  | -                  | -           | -           | -           | 15     | 0      |        |
| Totale FCU Craiova | Totale FCU Craiova | Totale FCU Craiova | 38         | 1          |                 | 1               | 0               |                    | -                  | -                  |             | -           | -           | 39     | 1      |        |
| 2022-2023          | Mioveni            | L1                 | 29         | 0          | CR              | 4               | 0               | -                  | -                  | -                  | -           | -           | -           | 33     | 0      |        |
| Totale carriera    | Totale carriera    | Totale carriera    | 67         | 0          |                 | 5               | 1               |                    | -                  | -                  |             | -           | -           | 72     | 1      |        |

## Palmarès

### Club

#### Competizioni nazionali
- Liga III: 1

FCU Craiova: 2019-2020
- Liga II: 1

FCU Craiova: 2020-2021